# راگنار گرانیت
راگنار آرتور گرانیت (انگلیسی: Ragnar Granit؛ زاده ۳۰ اکتبر ۱۹۰۰ درگذشته ۱۲ مارس ۱۹۹۱) یک دانشمند در زمینه فیزیولوژی اهل فنلاند بود.